# Vielzitzenmäuse
Die Vielzitzenmäuse oder Vielzitzenratten (Mastomys) sind eine in ganz Afrika südlich der Sahara verbreitete Gattung der Altweltmäuse. Sie gehören zu den erfolgreichsten Nagetieren des afrikanischen Kontinents, da sie eine Vielzahl von Habitaten besiedelt haben und mit einer Art auch zu einem Kulturfolger des Menschen geworden sind.

## Allgemeines
Je nach Art haben Vielzitzenmäuse eine Kopfrumpflänge von 6 bis 18 Zentimetern, hinzu kommt ein 6 bis 15 Zentimeter langer Schwanz. Das Gewicht beträgt 20 bis 80 Gramm. Domestizierte Vielzitzenmäuse können mit 60 bis 130 Gramm deutlich schwerer werden. Das Fell ist oberseits braun oder grau und unterseits grau oder weiß gefärbt. Die Gestalt ähnelt sehr einer echten Ratte, und die Unterschiede treten erst bei einer Analyse von Merkmalen des Schädels und des Gebisses zutage. Namensgebend ist die Anzahl der Zitzen, die bei manchen Arten 24 erreichen kann, mehr als bei jedem anderen Nagetier. Allerdings gibt es auch Arten mit einer weit geringeren Zitzenzahl, so hat M. shortridgei nur 10 Zitzen.
Die natürlichen Habitate sind Savannen, Halbwüsten und Trockenwälder. Eine Art hat sich auf die aride Sahelzone spezialisiert, eine andere ist in den Okavango-Sümpfen endemisch. Die Natal-Vielzitzenmaus ist als Kulturfolger bekannt und als Krankheitsüberträger gefürchtet. Alle Vielzitzenmäuse sind außerordentlich reproduktiv. Die durchschnittliche Zahl der Jungen im Wurf beträgt zehn bis zwölf, es können jedoch bis zu 22 Junge sein. Zwei Würfe im Jahr scheinen die Regel zu sein. 
Bei der Natal-Vielzitzenmaus beträgt die Tragzeit 23 Tage. Die Neugeborenen wiegen rund 1,8 Gramm, öffnen die Augen mit 16 Tagen und sind mit drei Wochen entwöhnt und unabhängig.

## Systematik
Im Gegensatz zur früher verbreiteten Ansicht sind die Vielzitzenmäuse nur entfernt mit den Echten Ratten (Rattus) verwandt. Vielmehr sind sie Teil einer afrikanischen Radiation der Altweltmäuse, der Stenocephalemys-Gruppe und gelten als enge Verwandte der Afrikanischen Weichratten (Praomys).
Wilson & Reeder (2005) listen acht Arten:
- Die Awash-Vielzitzenmaus (Mastomys awash) ist nur aus Äthiopien bekannt.
- Die Südafrikanische Vielzitzenmaus (Mastomys coucha) ist im südlichen Afrika verbreitet.
- Die Guinea-Vielzitzenmaus (Mastomys erythroleucus) lebt in der Sahelzone im westlichen und mittleren Afrika.
- Die Hubert-Vielzitzenmaus (Mastomys huberti) ist von Mauretanien bis Nigeria verbreitet.
- Die Kollmannsperger-Vielzitzenmaus (Mastomys kollmannspergeri, früher M. verheyeni) kommt in der Region um den Tschadsee vor.
- Die Natal-Vielzitzenmaus (Mastomys natalensis) ist als Kulturfolger in ganz Afrika südlich der Sahara verbreitet.
- Die Shortridge-Vielzitzenmaus (Mastomys shortridgei) bewohnt die Okawango-Sümpfe in Angola, Botswana und Namibia.
- Die Angola-Vielzitzenmaus (Mastomys angolensis) wurde erst 2021 in die Gattung verschoben. Sie ist in Angola endemisch.[4]

Für die ursprünglich in die Gattung Mastomys gestellte Serengeti-Zwergmaus (Serengetimys pernanus) wurde 2021 eine monotypische Gattung eingeführt.
Die IUCN listet die Awash-Vielzitzenmaus als „gefährdet“ (vulnerable), die Zwerg-Vielzitzenmaus unter „zu wenig Daten vorhanden“, die übrigen sechs Arten sind „nicht gefährdet“ (least concern).

## Die Natal-Vielzitzenmaus
Die Natal-Vielzitzenmaus ist zu einem Kulturfolger des Menschen geworden. Es wird angenommen, dass ihr Verbreitungsgebiet einst auf Südafrika beschränkt war, wo sie ein Bewohner von Savannen war. Im Gefolge des Menschen breitete sie sich dann über ganz Afrika südlich der Sahara aus. Heute ist die Natal-Vielzitzenmaus in afrikanischen Dörfern weit verbreitet, aber nicht in großen Städten. Die Eroberung der Städte misslang wohl durch die Konkurrenz der überlegenen Hausratten und Wanderratten. Doch auch in zahlreichen Regionen des ländlichen Afrikas gehen die Bestandszahlen der Natal-Vielzitzenmaus heute durch ein Vordringen der Wanderratte zurück. Nur in entlegeneren Dörfern bleibt die Vielzitzenmaus die häufigere und oft alleinige Art.
Wegen ihrer starken Vermehrungsrate gelten Natal-Vielzitzenmäuse als ernste Plage. Sie bewohnen menschliche Behausungen und ernähren sich von den dortigen Vorräten. Zudem übertragen sie gefürchtete Krankheiten wie die Pest, Leptospirose und Lassafieber. Im Falle der Pest dürften sich Vielzitzenmäuse selbst bei Ratten infiziert haben, die von Schiffen aus nach Subsahara-Afrika gelangten und deren Rattenflöhe auf die Vielzitzenmäuse übersprangen.